# Cupa Federației
La Cupa Federației (in italiano: Coppa della Federazione), è stata una competizione calcistica moldava che metteva di fronte le squadre della Divizia Națională.
La sua prima e unica edizione si è giocata nel 2020 ed è stata vinta dallo Sfîntul Gheorghe in finale contro il Petrocub Hîncești.

## Albo d'oro
| Stagione | Vincitore        | Punteggio | Finalista         | Stadio          |
| -------- | ---------------- | --------- | ----------------- | --------------- |
| 2020     | Sfîntul Gheorghe | 2-0       | Petrocub Hîncești | Stadio Zimbru-2 |